# Filialkirche St. Johann (Wolfsberg)

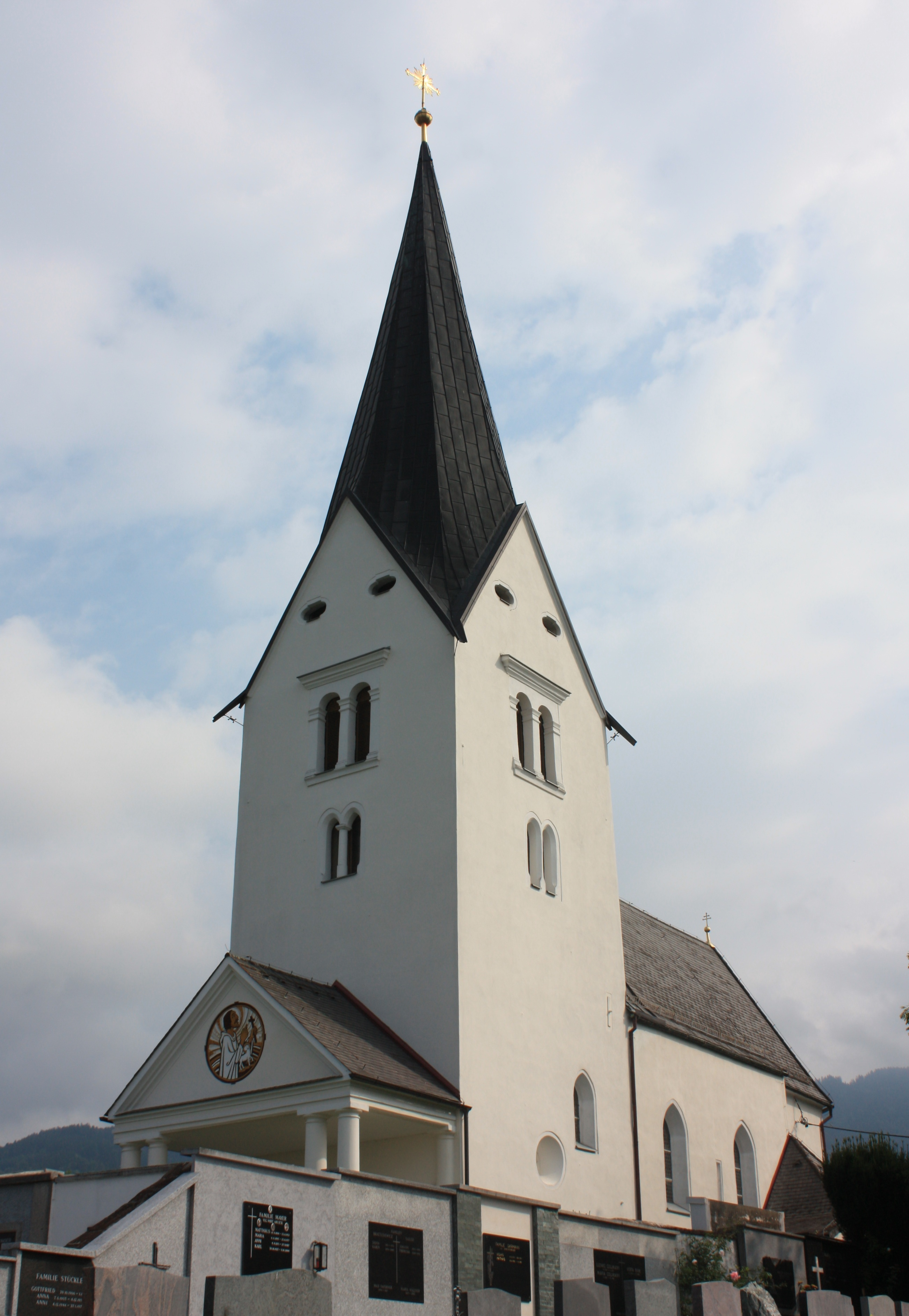

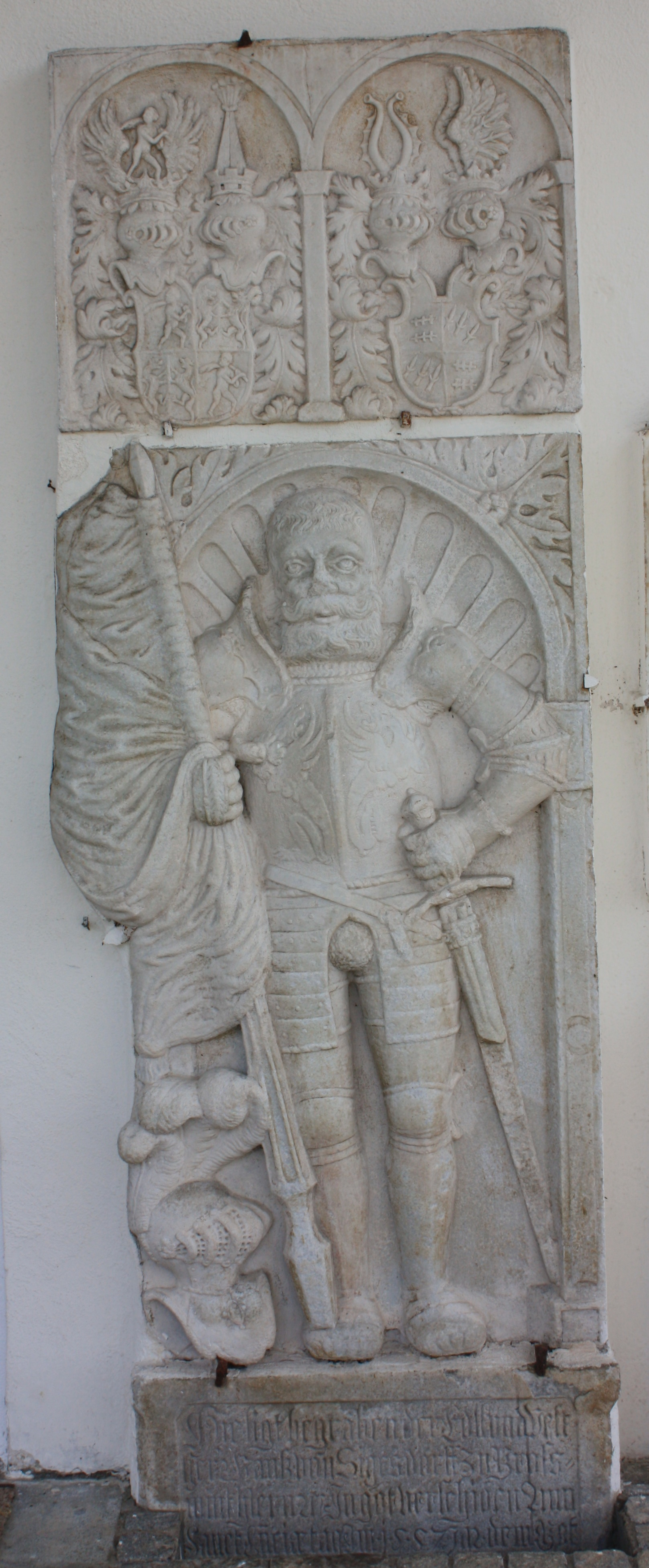
Grabdenkmäler

Die Filialkirche St. Johann in der Gemeinde Wolfsberg steht unter dem Patrozinium Johannes der Täufer und gehört zur Pfarre St. Markus. St. Johann wurde schon sehr früh von der Mutterpfarre St. Marein im ausgehenden 11. oder zu Anfang des 12. Jahrhunderts gegründet und noch vor 1218 zur eigenständigen Pfarre erhoben. Letztmals wird St. Johann 1784 als Pfarre genannt.

## Baubeschreibung
Vom romanischen Bau sind noch die Anlage des mächtigen quadratischen Westturms und die Mauern des gleich breiten Langhauses erhalten. Der spätgotische Choranbau ist leicht eingezogen. Die alte Sakristei an der Chorsüdseite wurde nach Westen verlängert, die neue Sakristei befindet sich an der Chornordseite. Der Turm besitzt in zwei Geschoßen gotische und barocke Zwillingsarkaden und wird von einem achtseitigen Spitzhelm bekrönt. Das Westportal wird von einem Portikus mit gekuppelten Säulen und Dreiecksgiebel aus dem 19. Jahrhundert geschützt. Das Sgraffito am Dreiecksgiebel stellt Johannes den Täufer dar. Links neben dem Hauptportal ist ein römerzeitliches Grabinschriftenfragment eingemauert. An Grabdenkmälern sind an der Kirche der figürliche Grabstein des Hans von Siegersdorff († 1557) sowie die Wappengrabplatte von Christian Silberberg (1727) zu finden.
Das Turmerdgeschoß ist zum Langhaus hin in voller Höhe geöffnet, über der im 20. Jahrhundert eingezogenen Orgelempore ruht ein Platzlgewölbe aus dem 19. Jahrhundert auf den Konsolen des ehemaligen Vorhallengewölbes. Im ursprünglich flachgedeckten Langhaus erhebt sich ein zweijochiges spätgotisches Sternrippengewölbe auf Runddiensten. Der spätgotische profilierte Triumphbogen ist mit 1526 bezeichnet. Im quadratischen Chorjoch mit Dreiachtelschluss ruht ein Parallelrippengewölbe auf Runddiensten. Das Sakramentshäuschen an der Chornordwand ist mit einem Schmiedeeisengitter versehen. Über dem Triumphbogen und an der Turmnordwand haben sich Spuren mittelalterlicher Wandmalereien erhalten. Das Freskenfragment in der Turmbasis stellt wahrscheinlich die Margaretha mit dem Beil dar.

## Einrichtung
Der neugotische Hochaltar wurde 1908 nach Plänen von Alois Progar gefertigt. Das Hochrelief zeigt eine Kreuzigungsgruppe mit Maria, Johannes und Maria Magdalena vor dem gemalten Jerusalem. Die Altarflügel stellen innen die Johannespredigt und die Taufe Christi dar sowie außen die Passion Christi. Im Gesprenge sind ein Schutzengel und zwei weibliche Heilige zu sehen.
In der Mensa des linken Seitenaltars ist die römerzeitliche Grabinschrift für M. Longinius Verus und Porcia Ritumara eingearbeitet. Zur weiteren Ausstattung der Kirche zählen ein um 1700 entstandenes Gemälde eines heiligen Papstes sowie ein Kruzifix und die lebensgroßen Statuen der beiden Johannes aus dem 19. Jahrhundert.